# Campagna dell'Atlantico del maggio del 1794
La campagna dell'Atlantico del maggio del 1794 fu una serie di operazioni condotte dalla Royal Navy inglese in servizio nel Canale della Manica contro la marina francese della Flotta dell'Atlantico, con l'intento di prevenire il passaggio di uno strategico convoglio di grano dagli Stati Uniti in Francia. La campagna coinvolse anche delle razzie commerciali con due combattimenti minori, culminando nel grande scontro del Glorioso Primo di Giugno del 1794, dal quale entrambe le flotte uscirono pesantemente colpite con entrambi gli schieramenti a pretendere la vittoria. I francesi persero sette navi da guerra; i francesi non persero alcuna nave ma la battaglia distrasse la flotta inglese tanto a lungo che alla fine il convoglio di grano riuscì a raggiungere la destinazione senza problemi.
Dalla primavera del 1794, la Repubblica Francese sotto il governo della Convenzione nazionale si pose in guerra con tutte le nazioni con lei confinanti. Col pericolo di una carestia imminente, il Comitato di salute pubblica francese chiese alle colonie francesi negli Stati Uniti di provvedere del grano per sfamare popolazione e soldati; questo avrebbe dovuto passare l'Atlantico tra aprile e giugno accompagnato da un piccolo squadrone come scorta e poi supportato da un secondo squadrone di dimensioni maggiori nella baia di Biscaglia. Ad ogni modo, vari sollevamenti politici avevano pesantemente ridotto la capacità della marina francese di ottenere rifornimenti e ne aveva devastato il morale, indebolendola significativamente. La Gran Bretagna, per contro, era ben organizzata nel comando e nelle navi, ma era a corto di uomini allenati a navigare. La Flotta dell'Atlantico francese, al comando dell'ammiraglio Villaret de Joyeuse, ottenne il compito di mantenere la Flotta della Manica inglese occupata abbastanza per permettere al convoglio francese proveniente dall'America di giungere in patria senza problemi. La Flotta del Canale, comandata da Lord Howe, seppe del passaggio del convoglio, e chiese pertanto a degli squadroni inglesi di proteggere il commercio locale verso l'Inghilterra come pure di insguire Villaret. Per più di una settimana le due flotte si diedero a compiere manovre una contro l'altra, e Villaret riuscì a portare Howe ancora più a ovest nell'Atlantico, quindi lontano dal convoglio. Il 28 ed il 29 maggio si ebbero due azioni inconcludenti nel corso delle quali Howe si distanziò da Villaret.
L'azione culminante della campagna ebbe luogo a 400 km nell'Atlantico, e divenne nota col nome di Glorioso Primo di Giugno. L'ultimo scontro vide Howe attaccare Villaret direttamente mentre il suo oppositore cercava di utilizzare una linea tradizionale di battaglia per formazione. Nella battaglia, la flotta inglese inflisse una pesante sconfitta ai francesi dopo un giorno intero di scontri. Costringendo Villaret alla ritirata, le forze di Howe catturarono sette navi da guerra francesi, una delle quali poi affondò, ed inflissero 7000 uomini di perdite al nemico. Villaret ad ogni modo, si vantò di un successo strategico in quanto la tattica da lui adottata aveva permesso comunque al prezioso convoglio di rifornimento di grano di giungere a destinazione in Francia sano e salvo. La battaglia fu la prima di una serie di sconfitte subite dalla marina francese nei primi anni di guerra che portarono ad una serie di attitudini disfattiste tra i suoi marinai.

## Antefatto
Nell'inverno del 1793, la guerra ed i disordini interni avevano contribuito a creare una certa confusione in Francia, anche a causa del crollo significativo delle colture. Il proseguire del conflitto coi suoi nemici le precludeva alcune importazioni; l'unica nazione in grado di vendere liberamente grano alla Convenzione nazionale erano gli Stati Uniti. Importare cibo dalle Americhe era un'avventura con molti rischi dal momento che le navi inglesi della Royal Navy (in guerra con la Francia dal 1793) controllavano gran parte dell'Atlantico. La Francia e gli Stati Uniti programmarono quindi un piano di protezione per garantire sicurezza al convoglio con base Hampton Roads a Chesapeake Bay.
Uno squadrone comandato dall'ammiraglio Pierre Vanstabel venne costituito ad Hampton Roads per formare la scorta del convoglio. Vanstabel avrebbe poi condotto il convoglio sino nella Baia di Biscaglia, dove un secondo squadrone agli ordini di Joseph-Marie Nielly lo avrebbe rinforzato per il resto del percorso. Assieme, questi ufficiali disponevano di un totale di sei navi di linea e di numerose imbarcazioni più piccole. Il grosso della flotta francese (25 navi) sotto il comando dell'ammiraglio Villaret de Joyeuse si sarebbe invece portato dalla Baia di Biscaglia verso il Canale della Manica nel tentativo di intercettare eventuali nemici. Il passaggio del convoglio avrebbe richiesto il periodo di circa due mesi, dal momento che esso includeva 117 navi mercantili con un carico sufficiente a sfamare la popolazione della Francia per un anno intero.
Lord Howe, ammiraglio della Flotta britannica del Canale della Manica, venne a conoscenza della presenza del convoglio e della sua destinazione sin da quando lasciò Chesapeake, e preparò il blocco navale al passaggio di questo. Inviando diversi piccoli squadroni per proteggere il commercio inglese verso la baia di Biscaglia, Howe incaricò l'ammiraglio George Montagu con sei navi da guerra di portarsi alla ricerca del convoglio a sud della baia mentre Howe avrebbe preso il resto delle navi e sarebbe rimasto presso Brest.

## Maggio 1794
L'aprile del 1794 fu un mese di fervente attività da ambo le parti nel Canale della Manica dal momento che Villarest ed Howe stavano preparandosi allo scontro ormai imminente. Il lento convoglio francese era partito dalle acque americane il 2 aprile ed i convogli inglesi destinati al resto dell'Impero britannico erano partiti da Portsmouth il 2 maggio. Howe utilizzò le sue forze per provvedere a questi sufficiente protezione ed il 5 maggio le fregate HMS Latona e HMS Phaeton si avvicinarono a Brest.

### Le razzie commerciali
Nell'Atlantico, gli squadroni di Nielly (francese) e Montagu (inglese) si diedero a delle razzie commerciali contro i rispettivi mercantili nemici. Nielly incontrò un convoglio inglese proveniente da Terranova e ne catturò dieci navi tra cui la scorta del convoglio, la fregata HMS Castor (32 cannoni). Thomas Troubridge, capitano della Castor, trascorrerà l'intera campagna a bordo dell'ammiraglia di Nielly, la Sans Pareil. Montagu totalizzò un successo il 15 maggio, catturando le navi mercantili che Nielly aveva a sua volta catturato, assieme alla corvetta francese Marie-Guiton. Riprendendo la guardia nel medio Atlantico, Nielly trovò il convoglio proveniente dall'America alcuni giorni dopo e trasferì due delle sue navi alla scorta di Vanstabel per aumentare le difese del convoglio stesso. Si rivolse quindi all'Atlantico orientale alla ricerca di segnali di attività inglese che potessero minare il suo passaggio. Inviò dispacci alle fregate di Villaret con informazioni sulla posizione del convoglio e sulla sua velocità.
Mentre Nielly e Montagu erano alla ricerca del nemico in mare, Howe portò la sua flotta in una serie di operazioni nella Baia di Biscaglia nella speranza di dare la caccia al convoglio. Tra il 5 ed il 18 maggio non trovò nulla e pertanto decise di tornare a Brest, dove seppe dalle sue navi che la flotta francese era salpata dal porto locale. Grazie alla densa nebbia, infatti, Villaret era salpato il giorno precedente, passando proprio di fianco alle navi inglesi. L'ammiraglio francese aveva l'idea di incrociare lo squadrone di Nielly e di unirsi alle forze del convoglio, così da combinarne le forze, così da poter scortare le navi in Francia senza problemi data la superiorità numerica acquisita. Avendo eluso Howe e dovendo attendere ancora alcuni giorni per incontrare Nielly, Villaret riuscì a passare attraverso un convoglio di 53 vascelli olandesi. Le scorte del convoglio olandese, le navi Alliance e Waakzaamheid, si allontanarono subito alla vista dell'avvicinarsi della flotta francese, e Villaret si sentì libero di attaccare il convoglio, catturando 20 mercantili.

### L'inseguimento di Howe
Howe fece due conti e si rese conto che, partendo dalla direzione di partenza di Villaret, questi si sarebbe diretto proprio ad attraversare la rotta pianificata dall'ammiraglio Montagu, e che se Montagu avesse incontrato Villaret, lo squadrone inglese ne sarebbe uscito distrutto. Howe seguì quindi Villaret nell'Atlantico il 20 maggio. Il giorno successivo le navi di Howe ricatturarono dieci delle navi mercantili precedentemente perdute dagli olandesi, ma vennero costretti a bruciarli. I prigionieri catturati a bordo di queste navi diedero a Howe l'informazione che la flotta francese era a solo poche leghe di distanza, ma che era stata rinforzata dallo squadrone di Nielly con diverse fregate. Soddisfatto dal fatto che Montagu si trovasse a sudovest, Howe sperò di fare pressione sufficiente su Villaret per trarlo in battaglia nel giro di una settimana. Il 23 maggio ad ogni modo la flotta inglese venne portata verso sud da forti venti e solo lentamente poté risalire a nord per cercare di riprendere la rotta dei francesi. Il viaggio di ritorno ad ogni modo gli consentì ancora di catturare e distruggere quattro ulteriori navi olandesi catturate da Villaret.
La mattina del 25 maggio l'inseguimento finale di Howe portò i suoi frutti quando le sue fregate individuarono una nave di linea solitaria alle 04:00. La nave avvistò nel contempo le forze di Howe ed immediatamente si portò in direzione del resto della flotta francese. La nave da guerra abbandonò dietro a sé la nave mercantile americana che stava proteggendo che venne presa sotto tutela della nave francese Audacieux dello squadrone di Nielly. Seguendo la Audacieux dopo aver dato alle fiamme la nave americana, la flotta inglese riuscì ad incendiare altre due corvette francesi, la Républicaine (20 cannoni) e la Inconnue (16 cannoni). Continuando la sua caccia per i tre giorni successivi, il 28 maggio le vedette di Howe individuarono i francesi sull'orizzonte est.

## 28 maggio

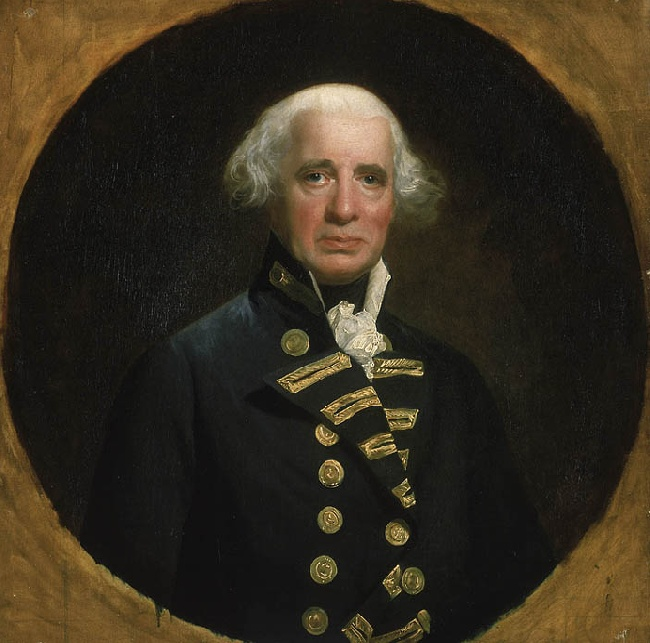
Richard Howe, I conte Howe;
incisione a mezzatinta di R. Dunkarton, da un dipinto di John Singleton Copley

Col nemico visibile dal ponte della sua ammiraglia alle 06:30, Howe richiamò l sue fregate ed ordinò alla sua flotta di pressare tutte le navi nella speranza di colpire la linea francese alle spalle. Dalle 10:35 il continuo inseguimento di Howe era sul punto di raggiungere l'obbiettivo, e Villaret sembrava fuggire. Per contrastare quest'azione dei francesi, Howe ordinò alle sue navi più veloci di formare uno squadrone al comando dell'ammiraglio Thomas Pasley. Questo squadrone era particolarmente veloce al punto che la maggior parte di queste navi poté raggiungere la retroguardia francese. I primi colpi vennero sparati alle 14:30 dalla HMS Russell comandata da John Willett Payne. I francesi contrattaccarono ma con ben poco effetto. Nel tentativo di liberarsi dello squadrone di Pasley, alle 17:00 la nave francese Révolutionnaire (110 cannoni) cambiò posizione con una nave più piccola. Questa manovra venne condotta apparentemente su iniziativa del capitano Vandangel della Révolutionnaire senza attendere gli ordini dell'ammiraglio Villaret né del suo osservatore politico, Jean Bon Saint-André.
Tramite un'abile azione, la HMS Bellerophon, una delle navi più lente dello squadrone inglese, riuscì a portare stabilmente in battaglia la Révolutionnaire dalle 18:00. Le navi si scambiarono delle bordate per venti minuti e la più debole Bellerophon riportò danni seri allo scafo, venendo attaccata anche dalla HMS Marlborough al comando del capitano George Cranfield Berkeley. La Marlborough venne raggiunta dalla HMS Russell e dalla HMS Thunderer, entrambe con l'intento di sparare alla Révolutionnaire che dalle 19:30 poteva dirsi ormai battuta. La HMS Leviathan si unì all'azione spagliando contro la Révolutionnaire. Venuto a conoscenza del fatto che lo squadrone di Pasley si era fatto tagliare fuori dal resto della flotta, Howe richiamò le navi in linea alle 20:00. Tutte le navi erano impegnate ad eccezione della HMS Audacious al comando del capitano William Parker. La Audacious infatti si era così avvicinata alla Révolutionnaire da non essere più in grado di ritirarsi dallo scontro senza subire danni.
Fu solo verso le 22:00 che la Audacious e la Révolutionnaire riuscirono a districarsi l'una dall'altra raggiungendo le rispettive flotte. La ciurma dell' Audacious riportò in seguito di aver visto la Révolutionnaire abbassare la bandiera in segno di sconfitta nel corso del combattimento, ma questa ipotesi non venne mai corroborata. Parker stesso disse di non aver potuto prendere possesso ufficialmente della Révolutionnaire perché in lontananza erano state avvistate nove navi da guerra francesi, tra cui figurava uno squadrone al comando del commodoro Jean-Joseph Castagnier, che però non venne mai coinvolto nella campagna e che scomparve come si era presentato poco dopo. La ciurma della Audacious fece diversi sforzi per riparare la propria nave e riunirsi velocemente allo squadrone inglese nel corso della notte, ma si trovò disorientata e la mattina successiva la Audacious si accorse di essere a solo mezzo miglio nautico di distanza dai nemici.
La Révolutionnaire era stata pesantemente danneggiata rispetto alla Audacious, ma riuscì a sopravvivere allo scontro senza essere affondata grazie ad un messaggio errato inviato dal capitano Albemarle Bertie della Thunderer. Nel corso della notte Villaret aveva inviato dei rinforzi a riprendere la Révolutionnaire ed il 29 maggio Parker decise di permettere ai francesi di riportarsi via la loro nave. Ancora una volta però la Audacious si trovò sotto il fuoco della Révolutionnaire, non lasciandosi altra opzione che fuggire di fronte a forze superiori di potenza. La Audacious venne cacciata per mezz'ora dalla Bellone e dalle corvette prima di perderle nella pioggia incessante, tornando a Plymouth il 3 giugno. La Révolutionnaire riuscì a fuggire giungendo a Rochefort diversi giorni dopo. PEr aver lasciato la flotta prima del combattimento principale, il capitano della Révolutionnaire venne successivamente arrestato.

## 29 maggio

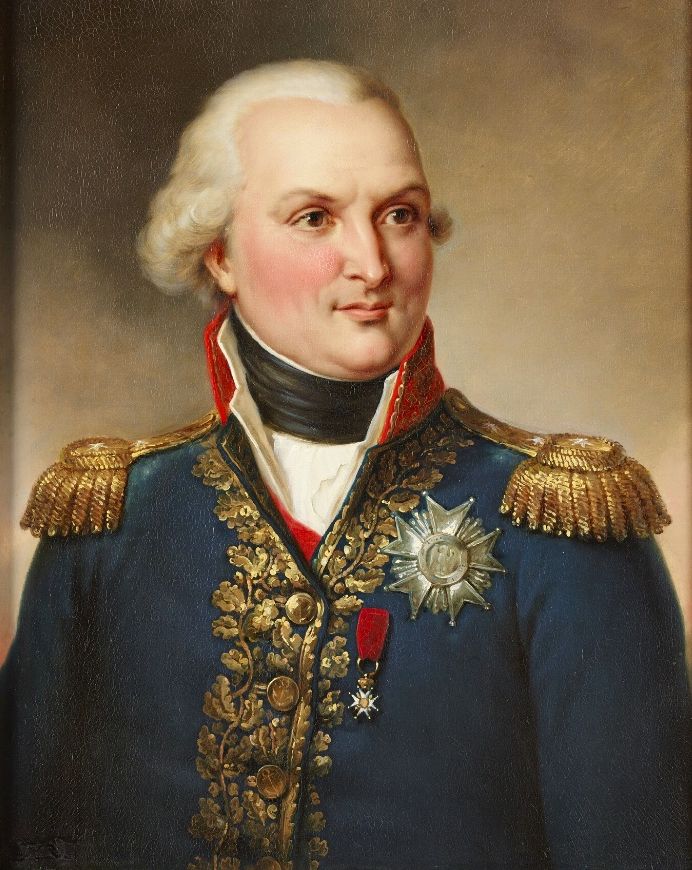
Louis Thomas Villaret de Joyeuse, dipinto da Jean-Baptiste Paulin Guérin

Con la Audacious e la Révolutionnaire perse nell'oscurità, sia la flotta francese che quella inglese continuarono a procedere verso ovest. Al 29 maggio la flotta inglese avvistò la Audacieux che si ritirava ad est ma decise di non inseguirla, concentrandosi sul grosso della linea francese nella speranza di provocare ulteriori danni al grosso delle navi nemiche. Howe ordinò alle sue navi di inseguire la retroguardia nemica e le navi inglesi vennero disposte in modo da tagliare la linea di fuga ai francesi ed isolare e catturare le navi. Il capitano Anthony Molloy a bordo della HMS Caesar venne prescelto per capeggiare l'attacco dal momento che la sua nave era la più veloce della flotta, ma la manovra risultò un completo fallimento per l'inspiegabile rifiuto di Molloy di avvicinarsi troppo al nemico. Al contrario, la Caesar e la HMS Queen decisero di aprire il fuoco a distanza sulle navi francesi. Il duello ebbe inizio alle 10:00 con danni da ambo le parti, i peggiori alla Montagnard francese.
Avendo fallito nel tagliare la via di fuga ai francesi al primo tentativo, Howe riprese questo ordine alle 12:30. Ancora una volta la Caesar venne posta a capo dell'operazione, con l'intento di dividere a metà la flotta nemica. Il capitano Molloy si rifiutò questa volta del tutto di compiere gli ordini assegnatigli, adducendo il fatto che la Caesar non fosse in grado di portarsi a fronteggiare il nemico. Questa mossa inaspettata gettò le altre navi in uno stato di confusione; la Queen, che procedeva subito dietro alla Caesar, tentò di obbedire all'ordine di Howe ma venne pesantemente danneggiata ed il suo capitano John Hutt venne mortalmente ferito. Incapace di compiere manovre utili, la Queen passò oltre le linee francesi.
Howe a questo punto decise di rispondere guidando la sua ammiraglia, la HMS Queen Charlotte verso la linea francese. La Queen Charlotte in un primo momento tentò di irrompere tra le navi francesi ma non vi riuscì. La Bellerophon e Lord Hugh Seymour a bordo della Leviathan lo seguirono poco dietro. Questa manovra cambiò il corso della battaglia, dal momento che la nave di Howe riuscì a isolare e bloccare le navi francesi Terrible, Tyrannicide e Indomptable, costringendo Villaret ad abbandonarle ed a sacrificarle per salvare le altre navi della sua flotta.
Man mano che Howe passava tra le navi francesi il resto delle sue navi lo seguiva, bombardando sia la Tyrannicide che la Indomptable. La HMS Orion, la HMS Invincible e la  HMS Barfleur riuscirono a tagliare la via di fuga ai francesi e Villaret si trovò spiazzato. Incoraggiato dalla disobbedienza della Caesar, ad ogni modo, egli decise deliberatamente di sacrificare parte delle navi che aveva abbandonato dietro di lui nella speranza che la flotta di Howe fosse a tal punto danneggiata da non inseguirlo. Tutte le navi di Villaret lo seguirono ad eccezione della Montagnard che si disse troppo danneggiata. La manovra di Villaret ben presto isolò la Queen Charlotte, la Bellerophon e la Leviathan, che vennero costrette a ritirarsi di fronte al grosso delle forze francesi. Allontanatosi dalla Indomptable e dalla Tyrannicide, Villaret riformò la sua flotta e tentò di fuggire ad est, seguito a breve distanza dagli inglesi. Entrambe le flotte ad ogni modo risultavano troppo danneggiate per continuare l'azione ed il fuoco venne fermato alle 17:00. Gli inglesi persero 68 uomini ed ebbero 128 feriti in un sol giorno di combattimenti.
Trovata la flotta a circa 10 miglia, salparono a nordovest. Entrambe le flotte necessitavano di riparazioni e tentarono di riprendersi per il 30 maggio. Lord Howe, curiosamente, non si accorse che a breve distanza da dove la sua flotta si era impegnata in combattimento, il poderoso convoglio francese era passato evadendo le sentinelle inglesi. A differenza dei suoi avversari, Villaret sapeva perfettamente la posizione del convoglio e riuscì a tenere a distanza i nemici da esso.
Come ultimo atto della giornata la fregata inglese Castor, catturata nella precedente campagna da Nielly, venne attaccata e riconquistata dalla più piccola HMS Carysfort al comando del capitano Francis Laforey durante l'Azione della fregata del 29 maggio 1794. Molti uomini della ciurma vennero recuperati ma gli ufficiali, ad esempio, erano stati trasferiti a bordo dell'ammiraglia di Nielly, la Sans Pareil.

## Tra le due azioni
La mattina del 30 maggio, Howe inviò un segnale a tutti i suoi capitani chiedendo se ritenessero le proprie navi pronte a riprendere i combattimenti. Tutte le navi ad eccezione della Caesar risposero affermativamente ed Howe portò le sue navi nuovamente in direzione dei francesi. Malgrado il vantaggio accumulato, l'inseguimento di Howe venne rallentato dalla nebbia scesa nel frattempo che impediva la vista delle altre navi e tale continuò per tutto il giorno. Ad ogni modo, dal 31 maggio la nebbia sparì e si scoprì che i francesi erano ancora a portata di vista a nord. Con sorpresa degli inglesi, nessuna delle rimanenti 26 navi da guerra francesi sembrava aver subito danni nel corso dello scontro, mentre molte inglesi erano state colpite. Villaret aveva infatti sfruttato la nebbia per riorganizzare le sue forze, avendo perso la Montagnard e la fregata Seine del suo convoglio ma essendo riuscito a recuperare la nave Trente-un-Mai e la Sans Pareil dello squadrone di Nielly, oltre alla Trajan ed alla Téméraire. Villaret aveva inoltre dato ordini affinché la Indomptable ritornasse in patria, scortata da una nave francese.
Per tutto il 31 maggio la flotta di Howe stette alle costole dei francesi, sfruttando il proprio vantaggio. Dalle 17:00 le flotte erano a 9 km l'una dall'altra, ma alle 19:00 Howe diede l'ordine di tenere le sue navi fuori dal raggio d'azione di quelle nemiche. Non volendo ripetere la confusione creatasi il 29 maggio e preferendo ritardare il combattimento sin quando non si fosse assicurato della situazione, preferì attendere la luce del giorno per dare segnali chiari ed inequivocabili alle sue navi. Nel corso della notte le due flotte rimasero in contatto visivo, ed alle prime luci del 1º giugno gli inglesi erano a 11 km di distanza dalla flotta di Villaret e stavano organizzando i preparativi per un nuovo attacco. Entrambe le flotte si diressero ad ovest, con Villaret che ancora sperava di riuscire a distrarre Howe dal convoglio.

## Il "Glorioso Primo di Giugno"

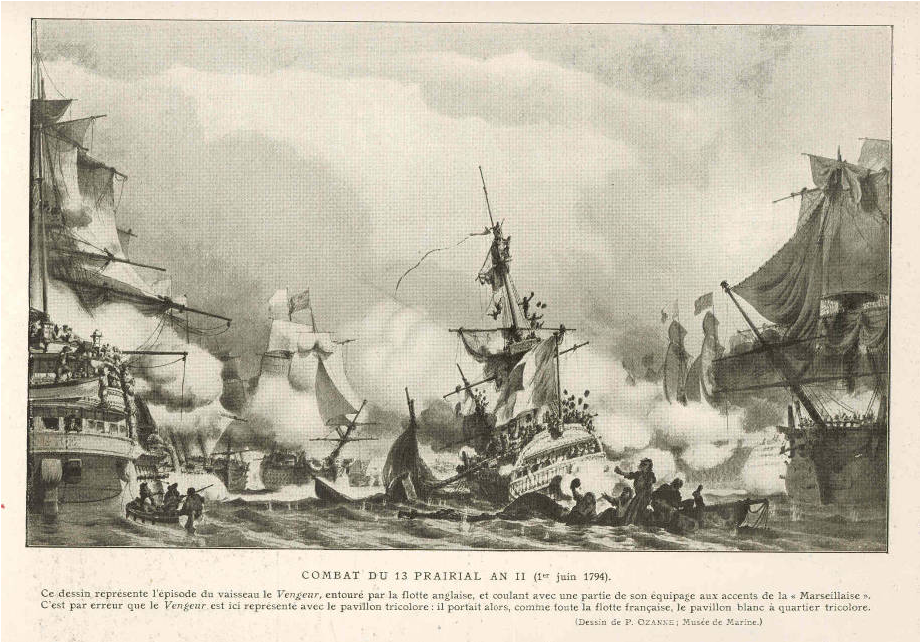
L'affondamento della Vengeur du Peuple,
incisione di P. Ozanne

Alle 09:24 della mattina del 1º giugno, Howe inviò le sue navi a iniziare lo scontro in maniera alquanto inusuale, preparando una linea obliqua a nordovest così che ciascuna potesse spezzare la linea nemica separatamente. Il suo intento era quello di tagliare la linea francese in 25 parti, occupandosi di ciascuna nave simultaneamente. Per la mancanza di disciplina dei sottoposti, il piano di Howe fallì. Anche se sei navi di Howe riuscirono a spezzare la linea francese come da ordini e molte altre si portarono vicine all'obbiettivo, molti dei suoi capitano non riuscirono a portare a compimento le missioni loro assegnate con ben poco effetto sulla flotta nemica.
Dal momento che diverse navi inglesi e francesi vennero impegnate in duelli personali, Villaret guidò la sua ammiraglia Montagne a nord ed iniziò a preparare una controforza con le navi riuscite a fuggire all'assalto di Howe. Nell'azione vi furono combattimenti pesanti come quello tra la HMS Brunswick e la Vengeur du Peuple. Almeno dodici navi finirono con l'essere danneggiate all'estremo e la nave inglese HMS Marlborough con la HMS Defence persero tutti e tre i loro alberi, come pure dieci vascelli francesi subirono pesanti danni.
Alle 11:30 l'azione iniziale era ormai conclusa e Villaret portò le sue forze ricostituite sul campo di battaglia. Howe riformò il grosso delle sue forze e si incontrò con Villaret, ma quest'ultimo non riuscì a conquistare le navi nemiche anzi dovette lasciare nelle mani del nemico sei navi. Di queste, la Vengeur affondò poco dopo anche se gli inglesi riuscirono a salvarne gran parte della ciurma a bordo. Howe era padrone dello scontro, ma Villaret era ormai riuscito nell'intento di far passare dietro le file inglesi il convoglio atteso in Francia. La settimana successiva ciascuna delle due flotte tornò al suo porto.

## L'arrivo del convoglio
Pur alla ricerca del convoglio ancora nella prima settimana di giugno, lo squadrone di Montagu si trovò intrappolato tra due squadroni francesi e venne costretto a portarsi a sud per evitare di prendere di ritorno la flotta di Villaret. Pertanto, l'Atlantico rimase scoperto da forze inglesi per un lungo periodo. Il convoglio con le granaglie giunse in Francia sano e salvo la terza settimana di giugno, e Montagu fece ritorno in Gran Bretagna a mani vuote. Entrambe le nazioni avocarono a sé la vittoria della campagna militare; gli inglesi in virtù del successo della battaglia ed i francesi per l'arrivo intatto del convoglio a destinazione.
La campagna ebbe notevoli effetti sulle marine inglese e francese. I francesi non contestarono direttamente la supremazia inglese nel Nord Europa nuovamente, evitando di lasciare i porti di Brest per i successivi 23 anni, dirigendosi perlopiù verso il Mediterraneo. Le continue rivolte nella marina francese portarono ad un declino della sua tradizionale qualità come pure del suo corpo di ufficiali, al punto che nella Battaglia di Trafalgar undici anni dopo sarà proprio la mancanza di adeguata esperienza a firmare la fine dei francesi. In Gran Bretagna, la battaglia creò una divisione nel corpo degli ufficiali della Royal Navy. Il dispaccio di Howe a seguito della battaglia criticò l'operato di alcuni ufficiali per la loro esitazione in battaglia, ufficiali che vennero esclusi da ogni onore anche dopo la vittoria della campagna. Il capitano Molloy della HMS Caesar venne sottoposto al giudizio della corte marziale e licenziato dalla marina inglese.